# Zöbern
Zöbern ist eine Gemeinde mit 1351 Einwohnern (Stand 1. Jänner 2025) im Bezirk Neunkirchen in Niederösterreich.
Der Name Zöbern kommt von indogermanisch „Savarias“ (idg. „seu-/sou = feucht“) und entwickelte sich von vulgärlat. „Savaria“ über slaw. „Soborja“ zu spätahd. „Zöbir“ (="milchfarbener Fluss, perlendes Wasser"), was so viel wie ein Bach mit stärkerem Gefälle und vielen Schaumkronen bedeutet.

## Geografie
Zöbern liegt im Industrieviertel in Niederösterreich an der Mündung des Schlager Bachs in den Zöbernbach auf 591 Meter Seehöhe.  Die Fläche der Gemeinde umfasst 31,56 Quadratkilometer, davon sind 46,4 Prozent bewaldet und 46,2 Prozent landwirtschaftliche Nutzflächen.

### Gemeindegliederung
Das Gemeindegebiet umfasst folgende sechs Ortschaften (in Klammern Einwohnerzahl Stand 1. Jänner 2025):
- Kampichl (234)
- Maierhöfen (57)
- Pichl (108)
- Schlag (64)
- Stübegg (188)
- Zöbern (700)

Die Gemeinde besteht aus der Katastralgemeinde Zöbern.

### Nachbargemeinden
| Aspangberg-St. Peter (NK) | Aspangberg-St. Peter (NK)                   | Thomasberg (Niederösterreich) (NK) |
| Mönichkirchen (NK)        | Kompassrose, die auf Nachbargemeinden zeigt | Krumbach (Niederösterreich) (WB)   |
| Schäffern (HF)            | Schäffern (HF)                              | Hochneukirchen-Gschaidt (WB)       |

## Geschichte
Im Altertum war das Gebiet Teil der Provinz Pannonien.

Zöbern um 1870/80 (Aufnahmeblätter der Landesaufnahme)
Zöbern (links unten)
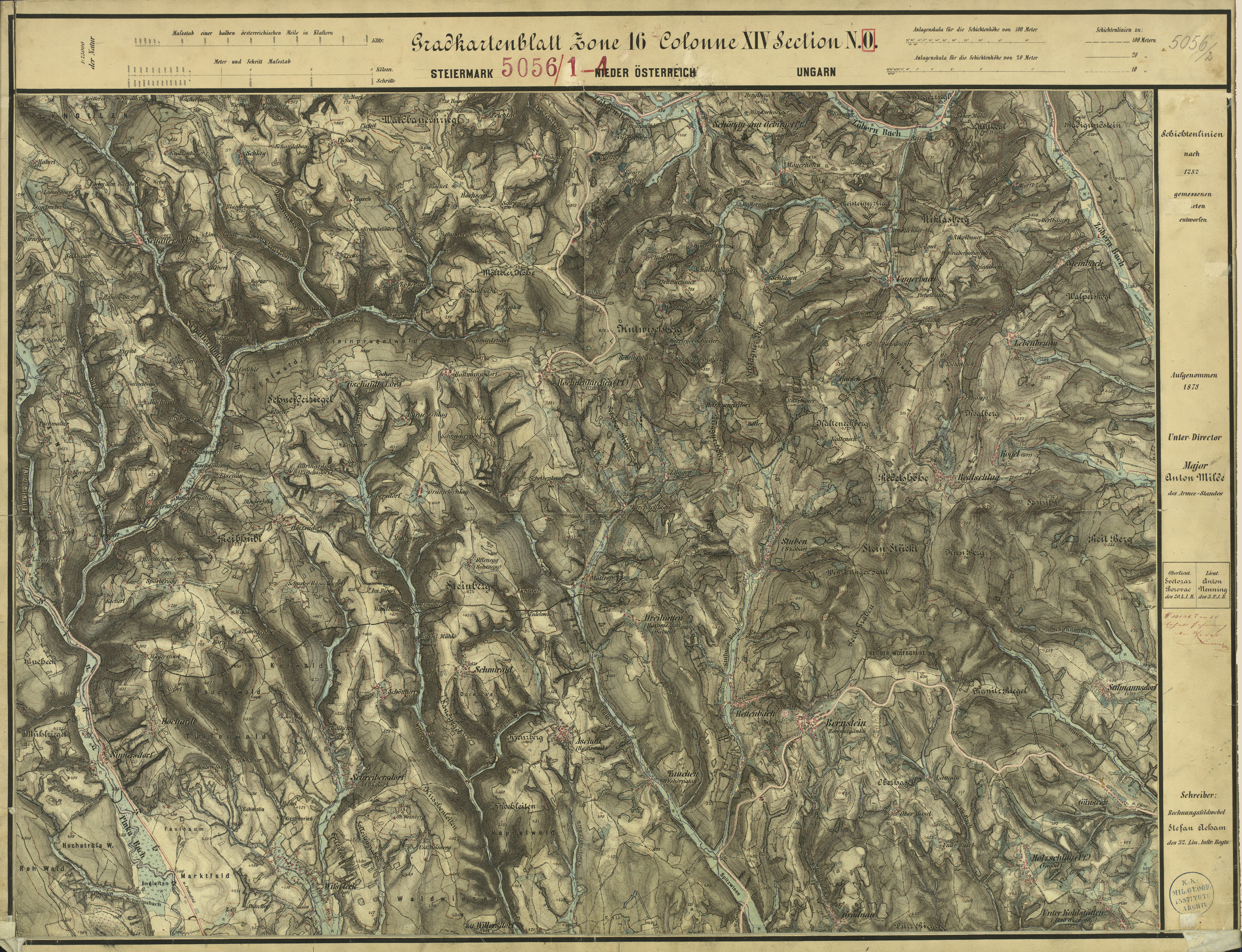
Südliche Umgebung von Zöbern (oben)

### Bevölkerungsentwicklung
| Zöbern: Einwohnerzahlen von 1869 bis 2025           | Zöbern: Einwohnerzahlen von 1869 bis 2025 | Zöbern: Einwohnerzahlen von 1869 bis 2025 | Zöbern: Einwohnerzahlen von 1869 bis 2025 | Zöbern: Einwohnerzahlen von 1869 bis 2025 |
| --------------------------------------------------- | ----------------------------------------- | ----------------------------------------- | ----------------------------------------- | ----------------------------------------- |
| Jahr                                                |                                           |                                           |                                           | Einwohner                                 |
| 1869                                                | 1869                                      |                                           | 1.431                                     | 1.431                                     |
| 1880                                                | 1880                                      |                                           | 1.548                                     | 1.548                                     |
| 1890                                                | 1890                                      |                                           | 1.417                                     | 1.417                                     |
| 1900                                                | 1900                                      |                                           | 1.332                                     | 1.332                                     |
| 1910                                                | 1910                                      |                                           | 1.520                                     | 1.520                                     |
| 1923                                                | 1923                                      |                                           | 1.460                                     | 1.460                                     |
| 1934                                                | 1934                                      |                                           | 1.537                                     | 1.537                                     |
| 1939                                                | 1939                                      |                                           | 1.428                                     | 1.428                                     |
| 1951                                                | 1951                                      |                                           | 1.386                                     | 1.386                                     |
| 1961                                                | 1961                                      |                                           | 1.312                                     | 1.312                                     |
| 1971                                                | 1971                                      |                                           | 1.316                                     | 1.316                                     |
| 1981                                                | 1981                                      |                                           | 1.334                                     | 1.334                                     |
| 1991                                                | 1991                                      |                                           | 1.438                                     | 1.438                                     |
| 2001                                                | 2001                                      |                                           | 1.466                                     | 1.466                                     |
| 2011                                                | 2011                                      |                                           | 1.441                                     | 1.441                                     |
| 2021                                                | 2021                                      |                                           | 1.407                                     | 1.407                                     |
| 2025                                                | 2025                                      |                                           | 1.351                                     | 1.351                                     |
| Quelle(n): Statistik Austria, Gebietsstand 1.1.2021 |                                           |                                           |                                           |                                           |

### Religion
Nach den Daten der Volkszählung 2001 waren 97,9 % der Einwohner römisch-katholisch und 0,5 % evangelisch. 1,2 % der Bevölkerung haben kein religiöses Bekenntnis.

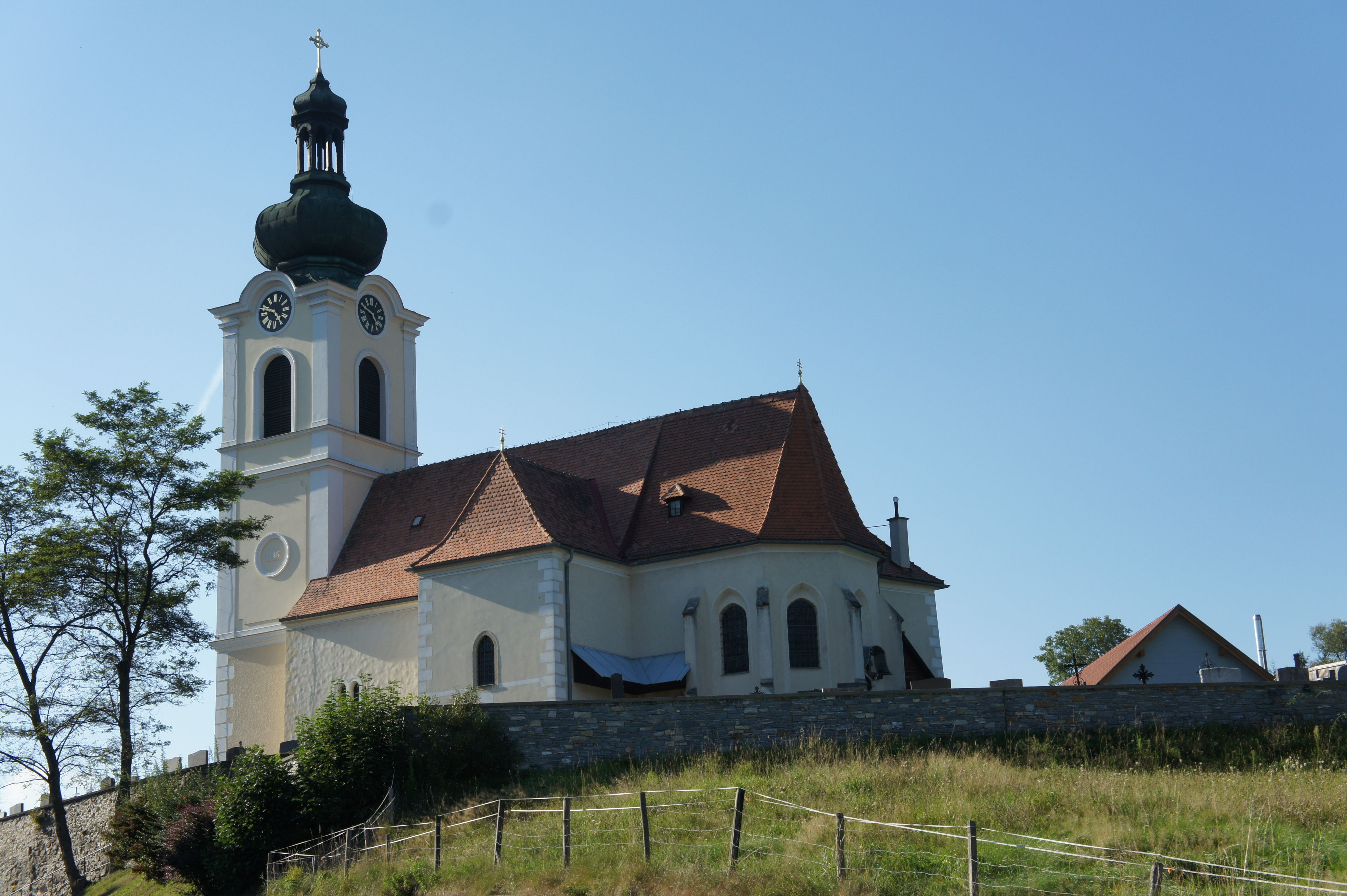
Pfarrkirche Zöbern

## Kultur und Sehenswürdigkeiten

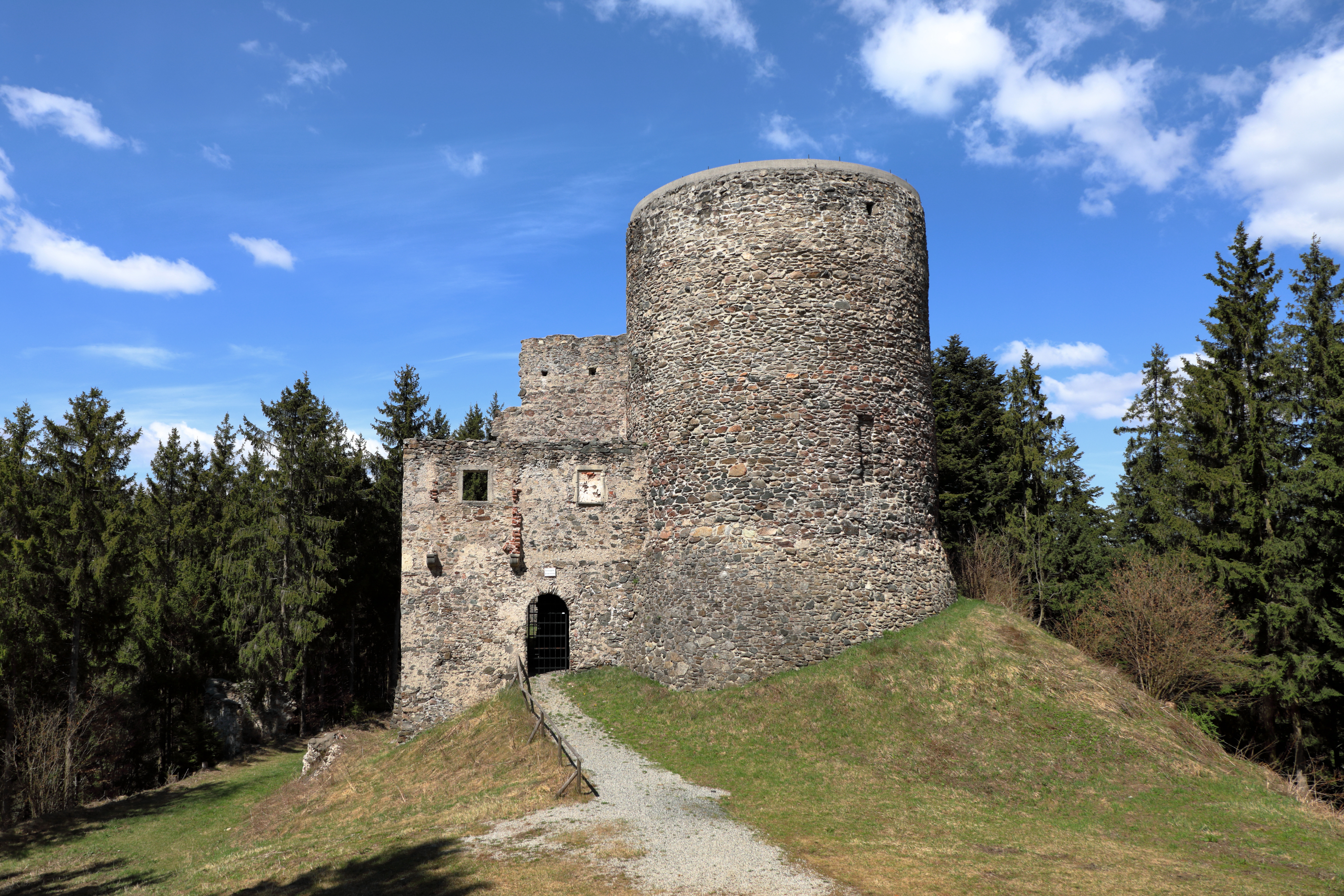
Burgruine Ziegersberg

- Katholische Pfarrkirche Zöbern hl. Georg
- Burgruine Ziegersberg

## Wirtschaft und Infrastruktur

### Wirtschaftssektoren
Zöbern ist eine landwirtschaftlich geprägte Gemeinde. Von den rund 100 landwirtschaftlichen Betrieben waren im Jahr 2011 mehr als die Hälfte Vollerwerbsbetriebe. Im Produktionssektor waren zwei Drittel der Erwerbstätigen mit der Herstellung von Waren und ein Drittel im Bau beschäftigt. Der größte Arbeitgeber im Dienstleistungssektor war die Gastronomie (Stand 2011).
| Wirtschaftssektor            | Anzahl Betriebe | Anzahl Betriebe | Erwerbstätige | Erwerbstätige |
| Wirtschaftssektor            | 2011            | 2001            | 2011          | 2001          |
| ---------------------------- | --------------- | --------------- | ------------- | ------------- |
| Land- und Forstwirtschaft 1) | 102             | 108             | 88            | 89            |
| Produktion                   | 12              | 7               | 59            | 36            |
| Dienstleistung               | 63              | 40              | 221           | 132           |

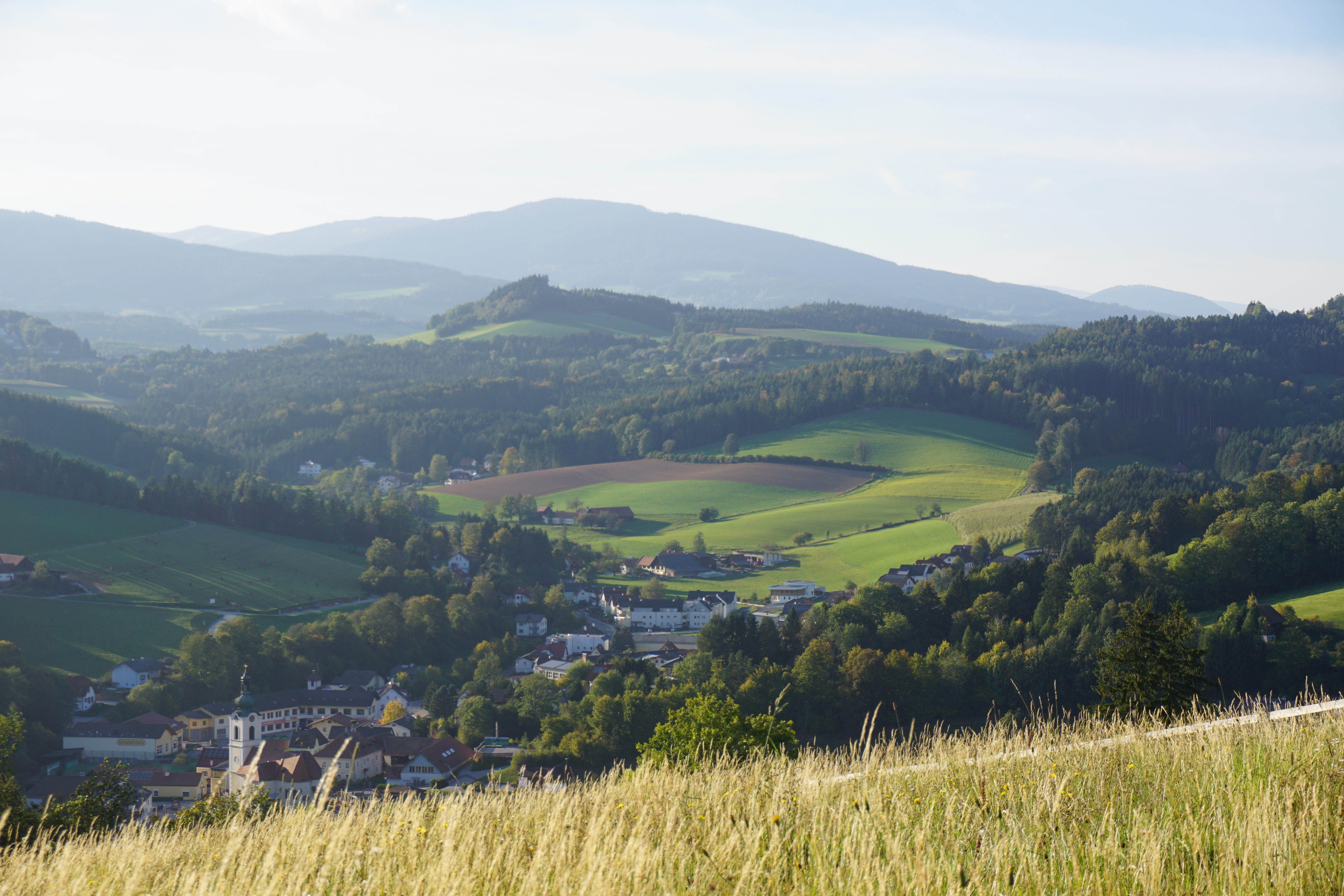
Ortschaft Zöbern von oben

1) Betriebe mit Fläche in den Jahren 2010 und 1999

### Bergbau
Zöbern besitzt ein Vorkommen von Kaolin.
| Im Jahr 2011 lebten 779 Erwerbstätige in Zöbern. Davon arbeiteten 230 in der Gemeinde und 549 pendelten aus. Aus der Umgebung kamen 138 Menschen, um in Zöbern zu arbeiten. - Eisenbahn: Der näheste Bahnhof befindet sich rund zehn Kilometer entfernt in Aspang an der Aspangbahn. - Straßen: Durch das Gemeindegebiet verläuft die Süd Autobahn A2. In der Raststätte Zöbern befinden sich neben dem Restaurant auch Übernachtungsmöglichkeiten und Seminarräume. | Die zur Anzeige dieser Grafik verwendete Erweiterung wurde dauerhaft deaktiviert. Wir arbeiten aktuell daran, diese und weitere betroffene Grafiken auf ein neues Format umzustellen. (Mehr dazu) |

### Öffentliche Einrichtungen
In der Gemeinde befindet sich ein Kindergarten.
In Zöbern befindet sich die Oldtimer – Autobahnraststation.

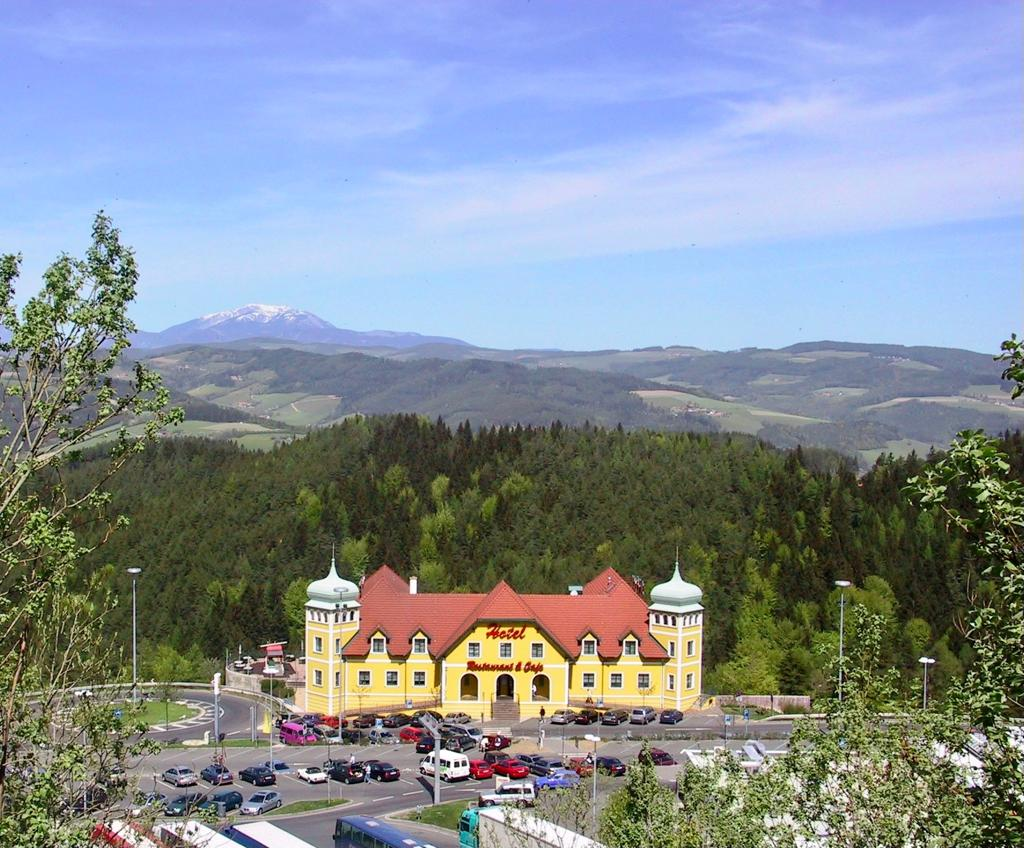
Oldtimer Zöbern

## Politik

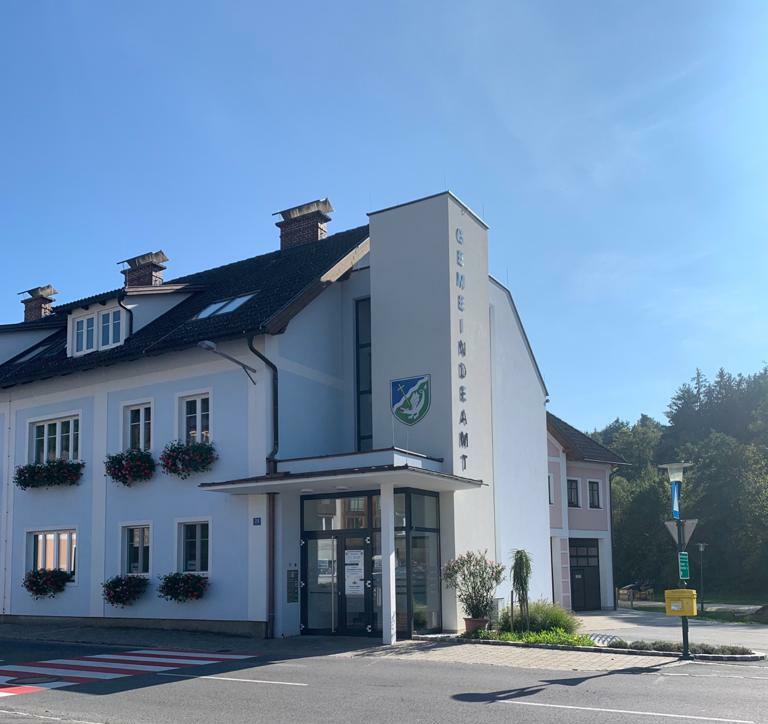
Gemeindeamt

### Gemeinderat
Der Gemeinderat besteht aus 19 Mitgliedern:
- 13 Mandate ÖVP
- 2 Mandate ZFA
- 2 Mandate SPZ
- 2 Mandate FPÖ

Die letzten Gemeinderatswahlen brachten die folgenden Ergebnisse:
| Partei          | 2020             | 2020             | 2020             | 2015             | 2015             | 2015             | 2010             | 2010             | 2010             | 2005             | 2005             | 2005             | 2000             | 2000             | 2000             | 1995             | 1995             | 1995             |
| Partei          | Stimmen          | %                | M.               | St.              | %                | M.               | St.              | %                | M.               | St.              | %                | M.               | St.              | %                | M.               | St.              | %                | M.               |
| --------------- | ---------------- | ---------------- | ---------------- | ---------------- | ---------------- | ---------------- | ---------------- | ---------------- | ---------------- | ---------------- | ---------------- | ---------------- | ---------------- | ---------------- | ---------------- | ---------------- | ---------------- | ---------------- |
| ÖVP             | 707              | 66               | 13               | 634              | 62               | 13               | 833              | 78               | 14               | 721              | 74               | 14               | 772              | 79               | 15               | 727              | 73               | 14               |
| ZFA             | 130              | 12               | 2                | 171              | 17               | 3                | nicht kandidiert | nicht kandidiert | nicht kandidiert | nicht kandidiert | nicht kandidiert | nicht kandidiert | nicht kandidiert | nicht kandidiert | nicht kandidiert | nicht kandidiert | nicht kandidiert | nicht kandidiert |
| SPZ             | 126              | 12               | 2                | nicht kandidiert | nicht kandidiert | nicht kandidiert | nicht kandidiert | nicht kandidiert | nicht kandidiert | nicht kandidiert | nicht kandidiert | nicht kandidiert | nicht kandidiert | nicht kandidiert | nicht kandidiert | nicht kandidiert | nicht kandidiert | nicht kandidiert |
| FPÖ             | 110              | 10               | 2                | 95               | 9                | 1                | nicht kandidiert | nicht kandidiert | nicht kandidiert | nicht kandidiert | nicht kandidiert | nicht kandidiert | nicht kandidiert | nicht kandidiert | nicht kandidiert | nicht kandidiert | nicht kandidiert | nicht kandidiert |
| SPÖ             | nicht kandidiert | nicht kandidiert | nicht kandidiert | 129              | 13               | 2                | 232              | 22               | 4                | 248              | 26               | 5                | 203              | 21               | 4                | 154              | 16               | 3                |
| BLIZ            | nicht kandidiert | nicht kandidiert | nicht kandidiert | nicht kandidiert | nicht kandidiert | nicht kandidiert | nicht kandidiert | nicht kandidiert | nicht kandidiert | nicht kandidiert | nicht kandidiert | nicht kandidiert | nicht kandidiert | nicht kandidiert | nicht kandidiert | 109              | 11               | 2                |
| Wahlbeteiligung | 80 %             | 80 %             | 80 %             | 78 %             | 78 %             | 78 %             | 81 %             | 81 %             | 81 %             | 82 %             | 82 %             | 82 %             | 86 %             | 86 %             | 86 %             | 88 %             | 88 %             | 88 %             |

### Bürgermeister
- 1865–1868 Mathias Zinkl
- 1868–1872 Anton Brandstetter
- 1872–1886 Johann Buchegger
- 1886–1889 Josef Hofer
- 1889–1892 Franz Heißenberger
- 1892–1908 Karl Tauchner
- 1908–1914 Josef Luef
- 1914–1916 Franz Ferstl
- 1916–1917 Franz Wagner
- 1917–1919 Franz Ferstl
- 1919–1928 Karl Brandstetter
- 1928–1933 Karl Ringhofer
- 1933–1937 Alois Brandstetter
- 1937–1938 Josef Schlögl
- 1938–1946 Karl Winklbauer
- 1946–1948 Josef Schlögl
- 1948–1950 Mattias Piribauer
- 1950–1975 Johann Brandstetter (ÖVP)
- 1975–1999 Ernst Hlavka (ÖVP)
- 1999–2018 Johann Nagl (ÖVP)
- seit 2018 Alfred Brandstätter (ÖVP)

### Wappen
Blasonierung:
„In einem von Blau und Grün durch einen schräglinken silbernen Wellenbalken erhöht geteilten Schild, unten ein roter Flammen speiender silberner Drache, schrägrechts durchbohrt von einer goldenen Kreuzlanze“!
Die Niederösterreichische Landesregierung hat der Gemeinde Zöbern das Recht zur Führung des beschriebenen Gemeindewappen verliehen.
Das Wappen zeigt in einem durch einen Wellenbalken erhöht geteilten Schild einen von einer Kreuzlanze durchbohrten Drachen als Symbol für den hl. Georg, den Pfarrpatron, und gleichzeitig als Symbol für den Sieg des Guten über das Böse. Die erhöhte Teilung und die grüne Schildfarbe sollen auf die Höhenlage der Gemeinde im Wechselgebiet und auf die Wald- und Viehwirtschaft hinweisen. Der silberne Wellenbalken steht für den Zöbernbach und den Ortsnamen.

## Persönlichkeiten

### Ehrenbürger der Gemeinde
- 1999: Willi Brandstätter († 2021), langjähriger Gemeinderat und Vizebürgermeister von Zöbern[13]

### Mit der Gemeinde verbundene Persönlichkeiten
- Ernst Ferstl, österreichischer Schriftsteller